# Emporium (warenhuis)
Emporium, formeler bekend als Troutman's Emporium, was een Amrikaanse warenhuisketen.
De keten werd in 1955 opgericht door Dallas Troutman in North Bend, Oregon. Na 1977 vestigde het hoofdkantoor van Emporium zich in Eugene, Oregon. Op het hoogtepunt had Emporium minstens 34 winkels in Oregon, Idaho, Nevada, Californië en Washington. In 2002 vroeg het bedrijf faillissementsbescherming aan, waarna liquidatie volgde. De laatste winkels sloten in 2003.

## Geschiedenis
Emporium werd opgericht in 1955 door Dallas Troutman. De  eerste Emporium-winkel opende in North Bend, Oregon en had een oppervlakte  van 370 m². In 1963 verhuisde Troutman's Emporium naar een 1.300 m² grote winkel in het Pony Village Shopping Center, een overdekt winkelcentrum. Troutman's Emporium begon te groeien toen het bedrijf in 1968 een tweede winkel opende in het Willamette Plaza in Eugene, Oregon. In 1972 werd een derde winkel gebouwd in Mount Vernon, Washington.
In 1973 nam Troutman's Emporium twee Alexander's-winkels over in Springfield en Florence, Oregon. Jaren eerder had Dallas Troutman bij Alexander's in Springfield gewerkt toen hij nog op de middelbare school zat en er magazijnwerk verrichte. Het hoofdkantoor van het bedrijf werd na de overname verplaatst naar de winkel in Springfield, maar toen deze in 1977 door brand werd beschadigd, werd het hoofdkantoor verplaatst naar Eugene, waar Emporium ook een nieuw distributiecentrum opende. 
De daaropvolgende jaren waren een periode van grote expansie en in 1983 was Emporium een keten met dertien winkels. De bruto-omzet van het bedrijf overschreed in 1984 de $ 50 miljoen en in 1985 had het bedrijf ongeveer 1.000 werknemers. Oprichter Dallas Troutman was nog steeds president van het bedrijf. Ongeveer 325.000 klanten hadden destijds een Emporium-betaalkaart. Rond die tijd waren alle filialen eenvoudigweg aangeduid als Emporium, en als handelsnaam werd Emporium Inc. en Troutman's Emporium. De gemiddelde winkelgrootte lag tussen de 2.800 en 3.700 m² in die tijd, na de verbouwing van een aantal winkels begin jaren 1980.
In 1986 nam Emporium de toen 40 jaar oude keten Quisenberry's met acht winkels over, waarvan er vijf in Oost-Oregon en drie in Idaho lagen. In de daaropvolgende twee jaar opende Troutman's Emporium vijf nieuwe winkels, waaronder in 1988 een winkel in de Chico Mall in Chico, Californië. Die winkel heette "Troutman's", vanwege een handelsmerkgeschil met The Emporium (Emporium-Capwell ten tijde van de opening van de Troutman's-winkel) in Californië. 
Eveneens in 1988 nam Emporium een J.C. Penney-winkel over in Nampa, Idaho, in de Karcher Mall.   In 1999 voerden Emporium en Lamonts fusiegesprekken, maar die mislukten. In 2000 werd Ron Schiff aangenomen als de nieuwe president en CEO van Troutman's Emporium. Ron Schiff opende in het najaar van 2000 zes nieuwe winkels, waaronder winkels in Aberdeen, Washington; Brookings, The Dalles en Cottage Grove in Oregon; en Elko en Winnemucca in Nevada.

### Faillissement en liquidatie

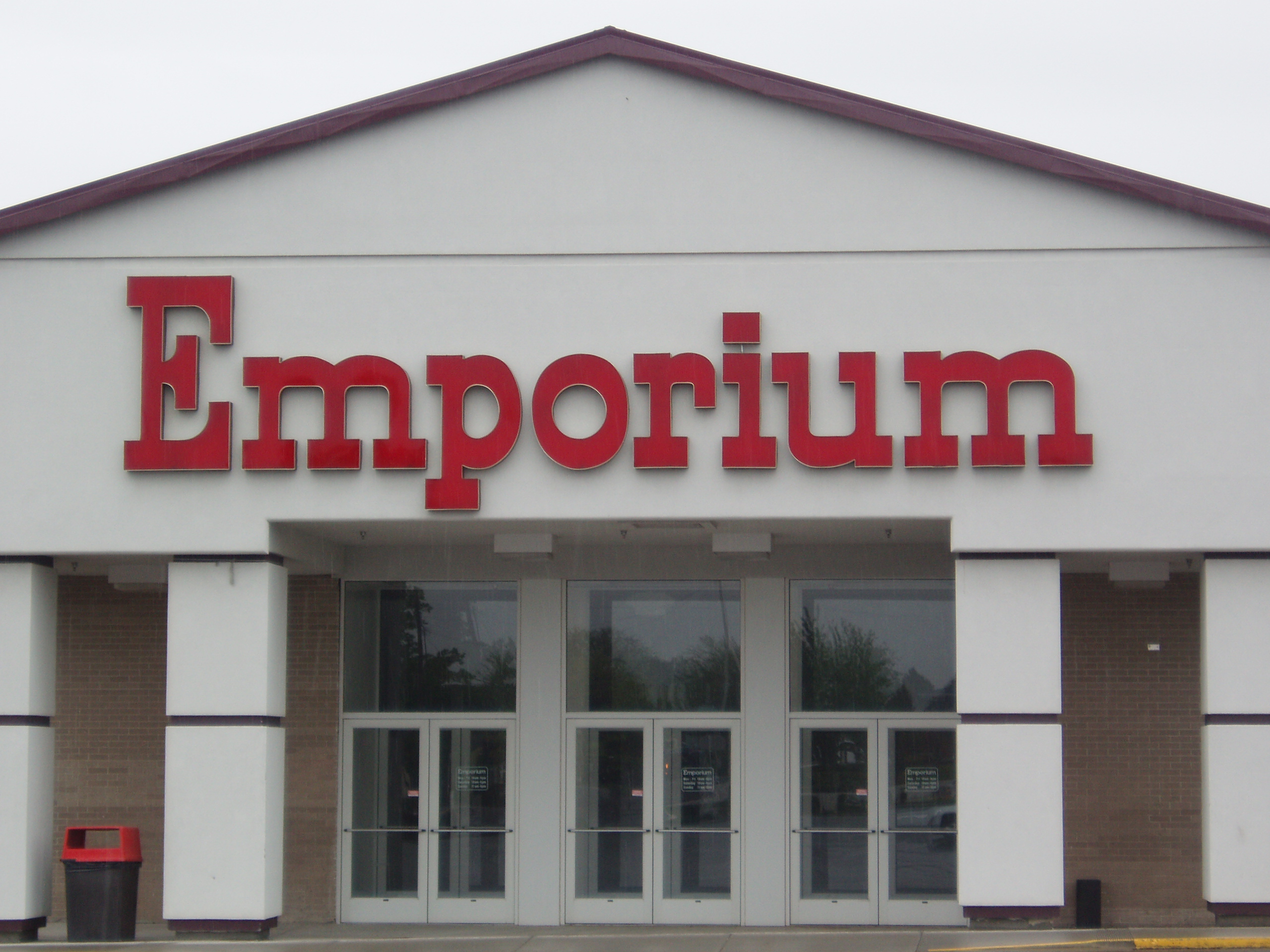
Een voormalig Emporium-warenhuis in Ontario, Oregon (2006)

In 2002, geconfronteerd met toenemende schulden bij schuldeisers, vroeg Troutman's Emporium uitstel van betaling aan. Het bedrijf wilde aanvankelijk één winkel sluiten, maar bleek meer schulden te hebben dan verwacht. Omdat Emporium geen financiering of investeringspartners kon vinden tijdens het uitstel van betaling, kondigde het bedrijf aan dat het al zijn winkels zou sluiten en officieel failliet zou gaan. De laatste winkels werden in 2003 gesloten. De resterende activa van het bedrijf werden geliquideerd en in 2004 werd het faillissement afgerond. Toen de sluiting werd aangekondigd, exploiteerde het bedrijf 34 winkels in vijf westelijke staten van de VS, waar 1.600 mensen werkten.